# حزب المواطن المصري
حزب المواطن المصري تأسس عقب ثورة 25 يناير، ويضمّ فلول للحزب الوطني الديمقراطي المنحل. ومن تصريحات الحزب أنّ «حاله كحال ثمانية أحزاب أخرى وضعت أسماء 37 مرشحاً على قوائمها من فلول الحزب المنحل، في مقدمتهما الوفد والحرية والعدالة». عقد الحزب أوّل مؤتمر صحفي يوم 16 نوفمبر 2011، أي قبل بدأ انتخابات برلمان الثورة بأسبوعين فقط، بسبب إصدار حكم متأخر من المحكمة الدستورية العليا يسمح لفلول الحزب الوطني بخوض الانتخابات، وقد أسسوا 6 أحزاب منذ حلّه. ويقول رئيسه أن «أعضاء الحزب الجديد هم تشكيلة من أحزاب أخرى بمن فيهم «الوطنى»، يجمعهم الفكر الليبرالى».

## القيادات والأعضاء
- وكيل المؤسسين ورئيس: محمد صلاح حسب الله (مهندس)، واتُهم بأنه من فلول الحزب الوطني، ومن تصريحاته رداً على ذلك:

- «لم أكن قط أحد أعضاء الحزب الوطنى» وإنه كان مرشح حزب الغد في انتخابات 2005.
- «أنا لا أجد عيباً على أي حزب يضمّ عضو سابق في الحزب الوطني، ما دام وضع معايير معينة».
- «الكوادر المنضمة لحزبنا محترمة وتتمتع بشعبية حقيقية بين أهالى دوائرهم ولم تتأثر سمعتهم أو الثقة فيهم بسقوط الحزب الوطنى»

- الأمين العام بالإسكندرية: أحمد مهني[5] (أحد قيادات الحزب الوطني المنحل بالإسكندرية)[4] ومن تصريحاته «الكل داخل جمهورية مصر العربية كان ينتمي للحزب الوطني».[5]
- عضو مؤسس ومرشح للحزب: محمد رجب (أمين الحزب الوطني الديمقراطي المنحل الأسبق[4]، وزعيم الأغلبية السابق بمجلس الشورى).[2][6]
- عضو الهيئة العليا: حمدي السيد[2] (نقيب الأطباء الأسبق[6] وأحد رموز الحزب الوطني المنحل)[4]
- حازم حمادي[6] (لواء وهو من كوادل الحزب الوطني المنحل بسوهاج)[4]
- محمد محمود عبد الرحمن[6] (أمين الحزب الوطني المنحل بالدقهلية)[4]
- مصطفى السعيد (أحد رموز الحزب الوطني المنحل)[4]

## الانتخابات
انتخابات مجلس الشعب المصري 2011-2012
- فاز في المرحلة الأولى مرشحان اثنان بمحافظة البحر الأحمر على مقعدين في البرلمان وهم:
- شعبان رشوان
- عبد الباسط قوطة.[7]

وتلاهم فوز اثنين آخرين وهم: